# Cilunculus armatus
Cilunculus armatus är en havsspindelart som först beskrevs av Böhm, R. 1879.  Cilunculus armatus ingår i släktet Cilunculus och familjen Ammotheidae. Inga underarter finns listade i Catalogue of Life.